# 铃兰毒苷
铃兰毒苷，又称君影草毒苷，最初从铃兰中提取到的一种有毒糖苷。其可作为药物，在结构和药理作用上和毒毛旋花子素K相似，均属强心苷类物质，用于治疗急慢性心力衷竭。此外在侧金盏花、箭毒木（见血封喉）等植物中也发现了铃兰毒苷。

## 历史
铃兰毒苷是一种天然的强心苷，存在于铃兰等植物中。在古希腊神话中，阿波罗曾将铃兰献给了医神阿斯克勒庇俄斯。而在现实中铃兰被用作治病药草可追溯到欧洲中世纪时期，由于铃兰毒苷的作用效果和毛地黄属植物相似，因此中世纪草药师将铃兰视作洋地黄的替代品。铃兰毒苷用作药物时，大多是利用其加强心跳并减缓和调节心率的效果。20世纪60年代苏联已实现从植物中工业化提取铃兰毒苷，并制成注射剂应用于临床。2011年美国电视剧《绝命毒师》中出现了使用铃兰的剧情，使得公众将铃兰和铃兰毒苷视作致命毒物。

## 结构与性质

毒毛旋花子素K（毒毛旋花子苷元）

铃兰毒苷在结构上与毒毛旋花子素K（K-Strophanthidin，又称毒毛旋花子苷元）有关，由毒毛旋花子素K分子中3号位羟基与吡喃式鼠李糖缩合形成，即铃兰毒苷在化学上是由苷元毒毛旋花子素K和鼠李糖构成的糖苷。此外，铃兰毒苷与毛地黄中的地高辛结构类似，在体内能引起抗体交叉反应
铃兰毒苷纯品为白色结晶粉末，熔点为235-242°C。溶于醇、丙酮；微溶于水和氯仿；几乎不溶于醚和石油醚。

## 制备
铃兰毒苷可以从铃兰中提取，也可以人工合成得到。从植物中提取铃兰毒苷常采用铃兰的地上部分为原料，采用乙醇-苯，乙醇-氯仿，乙醇-水等混合溶剂进行抽提，经后续浓缩、除杂以及重结晶即可得到铃兰毒苷。
对于人工合成，其可通过柯尼希斯-克诺尔反应实现。首先将毒毛旋花子素K与2,3,4-三-O-乙酰基-α-L-吡喃鼠李糖基溴进行糖苷化反应，生成的中间产物经过碱性水解，在除去未反应的毒毛旋花子素K后采用异丙醇进行重结晶即可得到铃兰毒苷。利用这一方法，10 g的毒毛旋花子素K原料能得到13.6 g的铃兰毒苷。

## 作用机制
铃兰毒苷是一种洋地黄类物质（Digitalis-like compounds，DLCs），主要用作强心苷药物。和地高辛等洋地黄类物质一样，在充血性心力衰竭或心律失常患者体内通过抑制钠钾泵活性，产生正性肌力作用。正常情况下钠钾泵通过将3个钠离子（Na+）输运至胞外，并同时将2个钾离子（K+）输运至胞内，在细胞内外产生离子浓度差（浓度梯度）。如果钠钾泵被抑制则会导致Na+在细胞内积蓄，阻止钠钙交换体（细胞膜上的一种Na+-Ca2+转运蛋白）在心脏舒张期正常工作，引起钙离子（Ca2+）在胞内堆积。如果这些堆积的Ca2+发生在心肌细胞内，肌质网就会增加对钙离子的摄取。因此当心肌受到刺激时，肌质网会释放更高浓度的钙离子，从而增加心肌细胞的收缩程度；高浓度的钙离子同时也会增加房室结不应期，调节心律失常患者的心脏跳动周期。
摩尔浓度级（nM，=1× 10-9 mol/L）剂量的铃兰毒苷就能对肺癌、肠癌和乳腺癌细胞显示出积极的效果。研究发现其能抑制癌细胞的增殖、侵袭和迁移，但内在机制尚未明确。现已证实每3日接受10 nM的铃兰毒苷就能诱导癌细胞凋亡和自噬。在2-4 nM剂量下其诱导细胞凋亡和自噬作用也能抑制血管生成。此外其诱导细胞凋亡和自噬作用在人宫颈癌细胞或海拉细胞上也有效果。目前不能完全确认凋亡和自噬作用是否与钠钾泵被抑制有关，但目前已发现A549细胞、肠癌细胞和MCF-7乳腺癌细胞的减少与这一抑制机制有关。
铃兰毒苷还有许多潜在的运用，例如用于治疗囊肿性纤维化、神经退化性疾病以及抑制病毒的感染和复制。例如铃兰毒苷把钠钾泵抑制后细胞外Na+浓度下降，从而限制了甲硫氨酸和Na+的协同转运作用，蛋白质合成收到干扰，导致人巨细胞病毒繁殖被抑制。在0.01 μM剂量下就能很好地治疗人巨细胞病毒感染，甚至在50 nM以及更低的剂量下仍保持长达4小时以上的强力抑制效果。

## 代谢途径
铃兰毒苷进入体内主要经肝脏代谢成铃兰醇苷（convallatoxol）。其可被P-糖蛋白排出细胞外，主要经肾排泄出人体。
在肝脏代谢铃兰毒苷过程中，铃兰毒苷上的醛基（-CHO）被细胞色素P450还原酶还原成羟甲基（-CH2OH）形成铃兰醇苷。这一过程为I相代谢（phase I metabolism），但进一步的II相代谢反应目前还未发现。铃兰毒苷被还原成铃兰醇苷后分子极性增加，使得铃兰醇苷更容易被肾排泄。不是所有的动物都遵守此代谢过程，比如该机制可在大鼠中发现，但豚鼠没有；对于猫来说仅能在体内发现痕量的铃兰醇苷。

## 毒性
铃兰毒苷的治疗指数非常小，为40-50 nM，意味着其产生疗效和产生毒性之间的界限非常窄，稍有不慎就容易过量产生中毒。即便如此，铃兰毒苷的细胞毒性很大程度上具有时间依赖性。包括铃兰毒苷在内，当血浆中洋地黄类物质水平升高时会产生以下症状：头晕、疲乏、恶心、食欲不振、视觉障碍、呕吐、高血压、心律失常、心脏骤停、昏迷、腹痛、抽搐痉挛、心力衰竭甚至死亡。

## 动物影响
铃兰毒苷对某些特定动物可产生有趣的效果。
铃兰毒苷可以延长秀丽隐杆线虫寿命。在20 μM浓度下，研究者发现其对该线虫没有毒性作用，反而通过改善咽泵运动、移动能力以及减少脂褐素积累和活性氧（ROS）生成等机制来延长16.3%的寿命。
铃兰毒苷对于猫来说是剧毒，能引起中毒性肾损害和急性肾衰竭，但具体剂量尚未明确。中毒症状包括流口水、呕吐、神经性厌食和情绪低落。当在产生急性肾功能衰竭之前开始利尿时，可以通过透析进行治疗。